# South Lebanon
South Lebanon es un lugar designado por el censo ubicado en el condado de Linn en el estado estadounidense de Oregón. En el año 2000 tenía una población de 1,155 habitantes y una densidad poblacional de 327 personas por km².

## Geografía
South Lebanon se encuentra ubicado en las coordenadas 44°30′34″N 122°54′15″O / 44.50944, -122.90417.

## Demografía
Según la Oficina del Censo en 2000 los ingresos medios por hogar en la localidad eran de $31,172 y los ingresos medios por familia eran $32,656. Los hombres tenían unos ingresos medios de $31,985 frente a los $23,750 para las mujeres. La renta per cápita para la localidad era de $15,247. Alrededor del 8.9% de la población estaban por debajo del umbral de pobreza.